# Niederreihe
Niederreihe ist ein Ortsteil der Gemeinde Hohenfelde im Amt Horst des Kreises Steinburg in Schleswig-Holstein. Durch diesen Ortsteil verläuft die Bundesautobahn 23 mit der Anschlussstelle Hohenfelde. Nördlich befindet sich die Kremper Au mit einer Pumpstation.
Niederreihe bestand im 19. Jahrhundert aus acht Höfen und 14 weiteren Anwesen, welche zum Amt Steinburg gehörten. 1841 zählte der Ort 135 Einwohner. Kirchlich gehört Niederreihe zu Hohenfelde. Bis zum Beginn des 20. Jahrhunderts wuchs die Einwohnerzahl auf 141 an, die in 24 Häusern lebten. Außerdem gab es hier zwei Entwässerungsmühlen zur Trockenhaltung der Krempaue-Niederung.